# Aucassin et Nicolette (Le Flem)
Pour les articles homonymes, voir Aucassin et Nicolette (homonymie).
Aucassin et Nicolette est un opéra, ou chantefable, en trois actes précédés d'un prologue, de Paul Le Flem sur un livret du compositeur adaptant le poème anonyme du Moyen Âge. Composée de 1908 à 1909, l'œuvre a fait l'objet d'une première création en privé, le 19 mai 1909, puis en public le 11 février 1910.

## Composition
Aucassin et Nicolette est composé par Paul Le Flem de 1908 à 1909. Cette musique n'était « pas conçue à l'origine pour des chanteurs évoluant sur la scène, mais comme l'illustration sonore d'un spectacle de théâtre d'ombres », dont les verres étaient réalisés par Geo Dorival.
Le compositeur a composé lui-même son livret en adaptant le poème anonyme du Moyen Âge. L'action se déroule « à Beaucaire et dans les prés qui sont aux environs immédiats de la ville, au milieu du XIIIe siècle. Entre-temps, précise l'auteur, quelques tableaux épisodiques se passent sur la Méditerranée et même à Carthage ».

## Présentation
Cinq personnages sont représentés vocalement : Aucassin (ténor), Nicolette (soprano), Garin (baryton), un pastoureau (soprano) et le récitant (mezzo-soprano). Celui-ci, véritable « meneur de jeu », ne se contente pas de commenter les différentes scènes, mais participe effectivement à l'action.
La partition est destinée à un orchestre de chambre : cordes, harpe, piano et orgue.
La manière de traiter la voix, « de lui faire épouser la moindre inflexion du discours, se situe dans le prolongement de Debussy ». L'harmonie, empreinte de pentatonisme et de modalité, renvoie aux éléments essentiels de la musique médiévale. Selon René Dumesnil, « Le Flem réalise ici ce que souhaitait Maurice Emmanuel : une greffe hardie et prudente, respectueuse, du style ancien sur le langage moderne », sans que ces archaïsmes sombrent dans la monotonie.

## Création
Une création privée a eu lieu à Paris le 19 mai 1909, la première représentation publique le 11 février 1910. Les verres étaient réalisés par Geo Dorival.
Considérée comme une œuvre « ravissante » par André Jolivet, Aucassin et Nicolette est toujours inédit. La partition autographe, conservée à la médiathèque musicale Mahler de Paris, a permis de réaliser le premier enregistrement intégral en 2011 pour le label Timpani.

## Discographie
- 18-20 mars 2011 : Delphine Haidan (le récitant), Stanislas de Barbeyrac (Aucassin), Mélanie Boisvert (Nicolette), Armand Arapian (Garin), Katia Velletaz (Un pastoureau), Solistes de Lyon-Bernard Têtu, Orchestre des Pays de Savoie, dir.Nicolas Chalvin (Timpani, premier enregistrement mondial présenté sur le site du label) (OCLC 823861367)

#### Ouvrages généraux
- Paul Pittion, La Musique et son histoire : tome II — de Beethoven à nos jours, Paris, Éditions Ouvrières, 1960, 574 p.